# Ninilchik
Ninilchik ist ein census-designated place im Kenai Peninsula Borough von Alaska mit 728 Einwohnern. Das Gebiet liegt an der Westküste der Kenai-Halbinsel am Sterling Highway, 61 km südwestlich von Kenai. Ninilchik hat eine Fläche von 537,7 km², wovon 537,6 km² auf Land und 0,1 km² auf Wasser entfallen.

## Geschichte

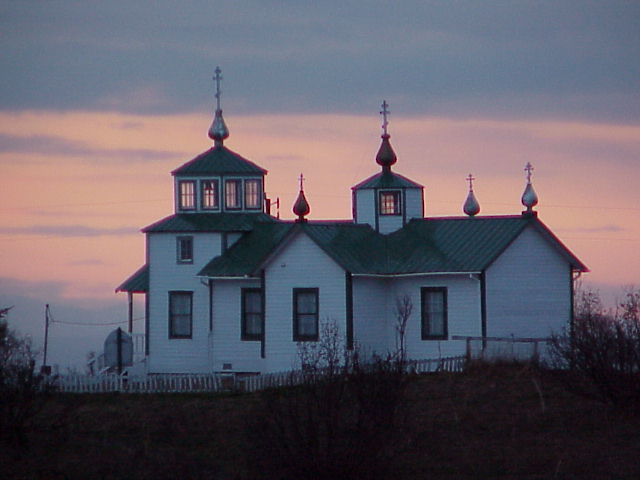
Russisch-orthodoxe Kirche in Ninilchik

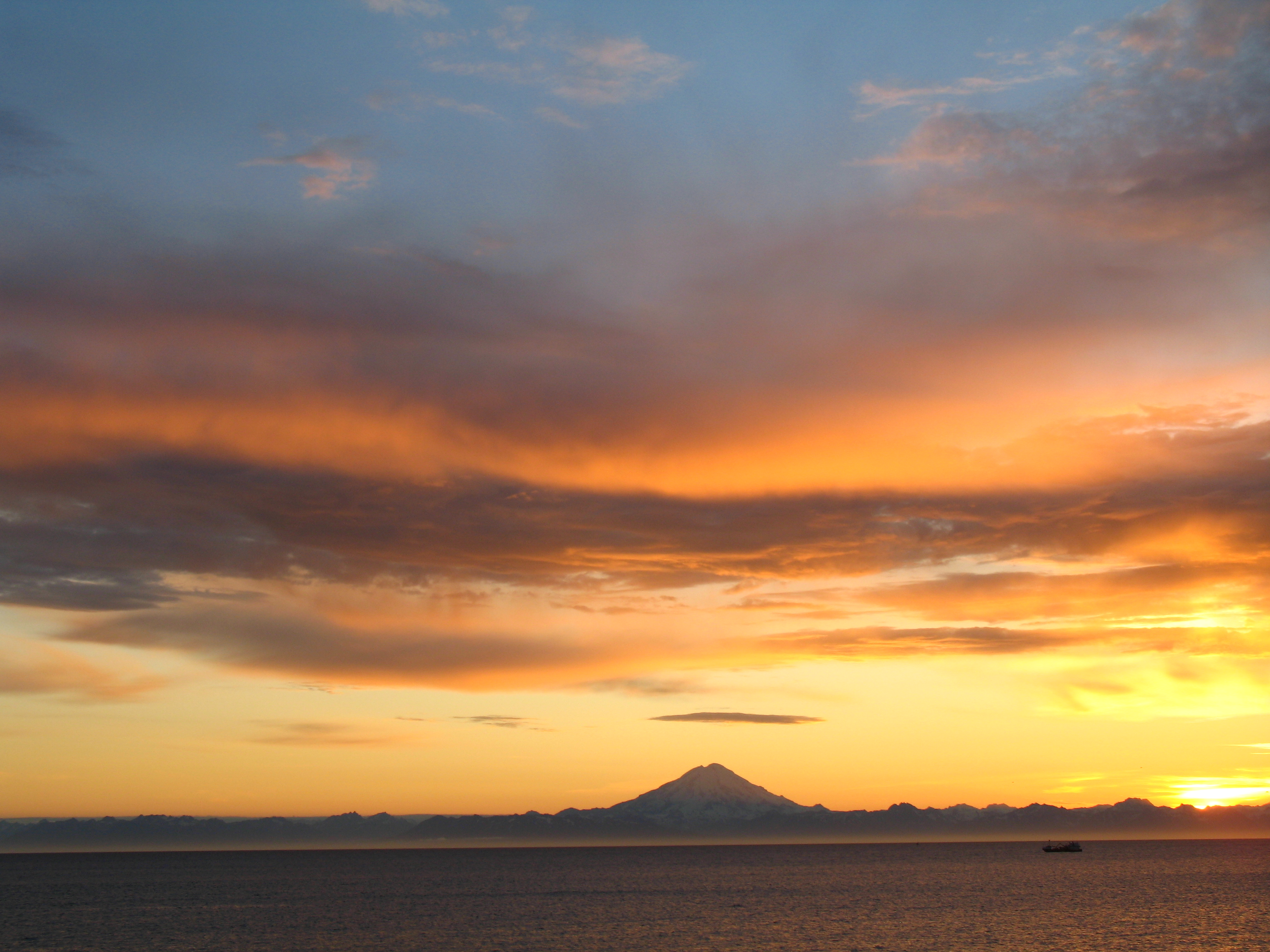
Blick von Ninilchik auf das Cook Inlet

Vor der Besiedlung Alaskas durch Europäer wurde die Region um Ninilchik von athapaskischen Tanaina-Indianern zum Jagen und Fischen genutzt. „Ninilichik“ bedeutet in der Sprache der Tanaina so viel wie „Friedliche Siedlung an einem Fluss“.
Die ersten Europäer, die in Ninilchik siedelten, waren der Russe Grigori Kwasnikow mit seiner Frau Mawra. Sie kamen 1847 vor dem Alaska Purchase von der Kodiak-Insel. 1880 wurden vom United States Census in Ninilchik neun Familien mit insgesamt 53 Personen gezählt, die alle Nachkommen der Kwasnikows und der Tanaina waren.
1896 wurde eine Schule errichtet und 1901 die russisch-orthodoxe Kirche an ihrem heutigen Platz neu aufgebaut. 1949 begann die Berman Packing Company mit der Fischkonservenfabrikation. 1950 erreichte der Sterling Highway den Ort. 2007 zerstörte der „Caribou-Hills-Brand“ fast 60.000 Acre Land und 197 Gebäude.
1980 wurde Ninilchik ein census-designated place.

### Ureinwohner in Ninilchik
Der Alaska Native Claims Settlement Act erkannte Ninilchik als Alaska-Native-Siedlung an. Dies führte zur quasisouveränen Selbstverwaltung und zur Gründung des Ninilchik Traditional Council (NTC) als Verwaltungsgremium für die in der Region lebenden Ureinwohner und deren Nachkommen.

## Gemeinde
Das ursprüngliche Dorf mit einem kleinen Hafen liegt an der Mündung des Ninilchik River und wird häufig als „Ninilchik Village“ bezeichnet. Die heutige Gemeinde hat sich mehrere Meilen landeinwärts und entlang der Küste des Cook Inlet ausgedehnt.
Ninilchik ist noch keine eingetragene Gemeinde und wird deshalb dem Gerichtsbezirk des Kenai Peninsula Boroughs zugeordnet.